# Åke Bergqvist
Åke Bergqvist   (Ronneby, 29 d'agost de 1900 - Estocolm, 7 de març de 1975) va ser un regatista suec que va competir durant la dècada de 1930.
El 1932 va prendre part en els Jocs Olímpics de Los Angeles, on va guanyar la medalla d'or en la categoria de 6 metres del programa de vela. Navegà a bord del Bissbi junt a Tore Holm, Martin Hindorff i Olle Åkerlund.